# 秋本ねりね
秋本 ねりね（あきもと ねりね）は、日本の女性声優。主にアダルトゲームに声をあてている。「秋元 ねりね」は誤記。

## 出演
太字は主役・メインキャラクター。

### テレビアニメ
- 僧侶と交わる色欲の夜に…（2017年、九条栞[注 1]）
- じょしおちっ!〜2階から女の子が…降ってきた!?〜（2018年、花園柚子[1]）
- おーばーふろぉ（2020年、チア女子生徒A、女子生徒A、女性客A）
- じみへんっ!!〜地味子を変えちゃう純異性交遊〜（2021年、同僚女性B）

### アダルトアニメ
2011年
- りんかん倶楽部（山崎鈴子[注 2]）[2][3][4]

2012年
- ぜったい遵守☆強制子作り許可証!!（せくすちゃん）

2013年
- マリッジブルー「婚約者がいるのに、どうしてこんな男に……」第一話「私、こんなの知らないっ…!!」（浅尾美里）

2014年
- やりマン不動産 おすすめ物件はコ・チ・ラ〜女社長はいつも空室あり〜（女社長）
- 艶美（静枝[5]）
- ふた部! 前編、后編（大橋澄香）

2015年
- ふた部!! 万裸温泉合宿編（大橋澄香）
- ふた部!! 日米ふたなり決戦（大橋澄香）
- ふた部!MIX〜ふたなりワールド〜（大橋澄香）
- のせわすれ〜女教師中善寺綾乃の淫鬱なこれから〜（中善寺綾乃）
- ネトラセラレ 01（秀次郎母）
- はだかんぼ教育（進藤あゆみ）
- はだかんぼ運動会（進藤あゆみ）

2016年
- 八尺八話快樂巡り〜異形怪奇譚〜 THE ANIMATION（八尺様）

2019年
- 我が家のリリアナさん THE ANIMATION（リリアナ）

2021年
- アネットさんとリリアナさん THE ANIMATION（リリアナさん[6]）
- 指先から本気の熱情2-恋人は消防士-（松井茜[7]）

### アダルトゲーム
2012年
- その花びらにくちづけを ミカエルの乙女たち（綾瀬美夜）

2013年
- 僕が天使になった理由 LOVE SONG OF THE ANGELS.（久賀百合）
- その花びらにくちづけを アトリエの恋人たち（綾瀬美夜）
- その花びらにくちづけを 白雪の騎士（綾瀬美夜）

2014年
- ヤキモチストリーム（笹山一馬）

2015年
- トラベリングスターズ -Traveling Stars-（さっちん先生）
- FLOWER KNIGHT GIRL（サフラン、ヒガンバナ、ベロニカ、モルチアナ、ロベリア）

2016年
- 恋と恋するユートピア（舞原雪菜[8]）
- その花びらにくちづけを 初めて出逢ったあの日から（綾瀬美夜）

### オンラインゲーム
2023年
- ティンクルスターナイツ（アルモタヘル）

### ドラマCD
- その花びらにくちづけを いちゃラブ春休み（2012年、綾瀬美夜）
- その花びらにくちづけを 璃紗のゴールデンバケーション（2013年、綾瀬美夜）
- その花びらにくちづけを 映画みたいな二人の朝（2013年、綾瀬美夜）
- その花びらにくちづけを 愛の記憶をもういちど（2016年、綾瀬美夜）

### ラジオ
- ゆりりんラジオ（パーソナリティ担当）